# 담프누델
담프누델(독일어: Dampfnudel, 복수: Dampfnudeln 담프누델른[*]) 또는 담프뉘델(알자스어: Dampfnüdel)은 독일 남부와 오스트리아 및 프랑스의 알자스 지역에서 먹는 단 빵이다.

## 이름
독일어 "담프누델(Dampfnudel)"은 "증기"를 뜻하는 "담프(Dampf)"와 "국수"를 뜻하는 "누델(Nudel)"의 합성어로, "찐 국수"를 뜻하는 말이다.

## 만들기
담프누델 반죽은 밀가루에 물, 효모, 소금과 버터 또는 마가린을 넣어 만든다. 달걀이나 설탕을 넣기도 한다. 주먹 만한 공으로 빚은 반죽이 팽창하게 두었다가 냄비 뚜껑을 닫고 익히는데, 우유와 버터를 넣고 익히기 때문에, 처음에는 증기로 쪄지다가 나중에는 아랫쪽이 노릇노릇하게 구워진다.

## 차림
담프누델은 보통 주요리나 후식으로 먹는데, 주요리로 차리는 경우에는 자우어크라우트, 샐러드, 피클 등 채소와 감자 수프, 렌즈콩 수프, 또는 베샤멜 소스 버섯 등을 함께 낸다. 후식으로 내는 경우에는 바닐라 커스터드, 잼, 조린 과일 등을 함께 낸다. 바이에른과 팔츠 등 독일 남부 지역에서는 담프누델을 주요리로 먹는 경우가 많지만, 흔히 달콤한 음식을 곁들인다.

## 같이 보기
- 찐빵